# Record-Teatern

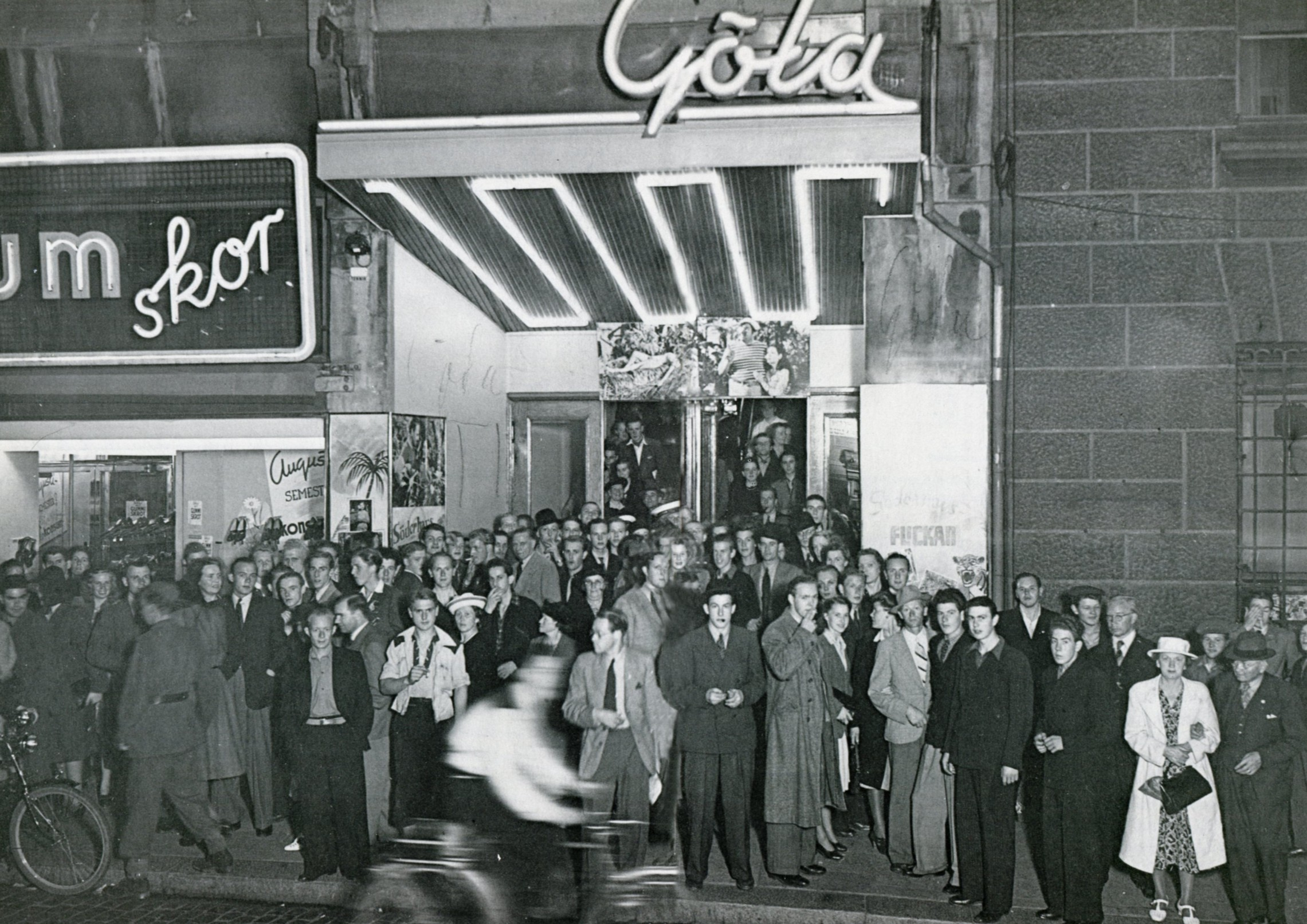
Biograf Göta, återinvigningen 22 augusti 1942.

Record-Teatern var en av Stockholms tidiga biografer som fanns vid Götgatan 14 på Södermalm i Stockholm. Biografen hette även Rico, Götahorn och Göta, den öppnade 1912 och stängde 1960.

## Historik

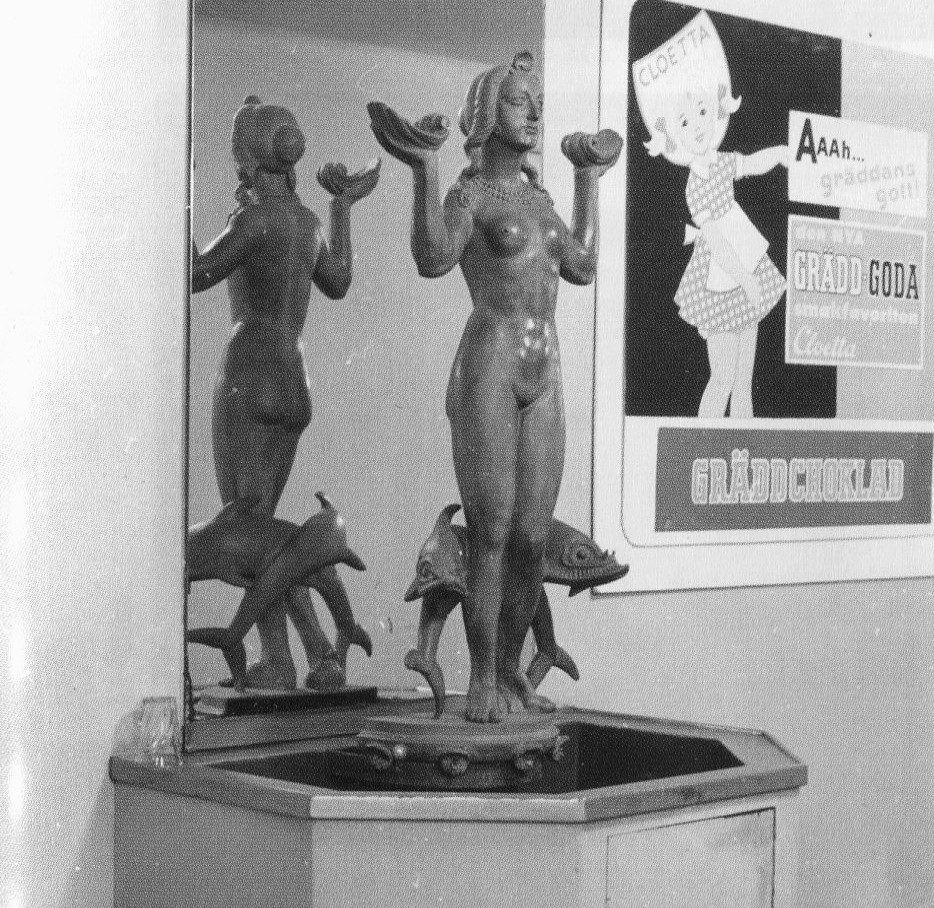
Fontänskulptur i foajén.

Den nuvarande byggnaden i fastigheten Jupiter större 3 tillkom 1912-1913 efter ritningar av arkitekt Wilhelm Klemming. Byggherre var dåvarande ägaren, vinhandlare Theodor Helleberg, som gav Klemming i uppdrag att om- och påbygga det befintliga huset. Klemming hade bland annat idéer om att under den överbyggda gården inrätta en samlingssal för över 500 personer. Detta uppslag kunde inte förverkligas men däremot godkändes ritningar för en biograf. 
Record-Teatern med sitt läge i början på Götgatsbacken inte långt från Hornsgatan inreddes när fastighetens gård byggdes över. Från entrén vid Götgatan 14 ledde en trappa ner till foajén med biljettkassan, därifrån förde sex dörrar in i salongen som hade plats för 462 besökare, därav 113 platser på balkongen. Vid starten tillhörde Record-Teatern ett danskt bolag, men från 1920-talet var det en av Svensk Filmindustrins biografer. I november 1922 överläts den till ett konsortium med fotografen Otto Bökman i spetsen som redan hade biografen Götiska Teatern längre upp på Götgatsbacken.
År 1932 blev biografen moderniserad i samband med att Ri-Teatrarna övertog anläggningen. Då fick den namnet Rico (alla av Ri-Teatrarnas biografer skulle börja med Ri). I oktober 1941 byttes ägare igen varpå namnet ändrades till Götahorn. 
Ett år senare var det dags igen för ytterligare en ny ägare. Han byggde om helt och hållet och försåg bland annat entrén med en uppåtriktad baldakin med belysning av neonslingor på undersidan, breddade entrén och målade om invändigt, dessutom breddades filmduken till det dubbla och försågs med en ridå. Salongen fick även nya bekväma fåtöljer. Den tekniska utrustningen motsvarade nu det senaste på området. Den 22 augusti 1942 öppnade man under namnet Göta och gav som premiärfilm Söderhavsflickan. 
Från 1944 övertog Sandrews biografen, som behöll namnet Göta. I maj 1960 visades den sista filmen. Lokalerna byggdes sedan om till butiker.